# 孤蓬万里
孤蓬 万里（こほう ばんり、1926年4月1日 - 1998年12月15日 ）は、台湾の作家、歌人。本名呉 建堂。旧制台北高等学校在学中に、万葉集研究で知られる犬養孝に師事。戦後、医師の本業のかたわら、日本統治下で学んだ日本語で和歌や俳句の創作を行った。1993年には台湾で創作された和歌を『台湾万葉集』として刊行し、大岡信らの絶賛を得る。1996年には『台湾万葉集』が菊池寛賞を受賞。台湾人として日本の文学賞を獲得した第一号となった。

## 略歴
台北出身。
台北二中、旧制台北高等学校を卒業後、台北帝国大学医学部に進学。終戦後に国立台湾大学医学院を卒業し、各地の公立病院で院長を歴任した。
1968年に雑誌『台北歌壇』（現在の『台湾歌壇』）を創刊。
筆名の孤蓬万里は李白の漢詩、「送友人」に由来する。
青山横北郭 白水遶東城
此地一為別 孤蓬万里征
浮雲遊子意 落日故人情
揮手自茲去 蕭々班馬鳴
「日本語のすでにすたれた台湾において、日本独特の短歌を詠むのは、孤蓬すなわち根なし草が万里を行くようなもので、幾多の苦難を伴うものであるが、その万難を排して命の限り歌をつづけていこうとする決意を示すものである。」と、『台湾万葉集』のあとがきで述べている。

## 著作
- 『「台湾万葉集」物語』（孤蓬 万里著、岩波書店、1994年1月）
- 『台湾万葉集』（孤蓬 万里編著、集英社、1994年2月）
- 『台湾万葉集［続編］』（孤蓬 万里編著、集英社、1995年1月）
- 『孤蓬万里半世紀』（孤蓬 万里編著、集英社、1997年9月）